# Funzione di Eulero (forma modulare)

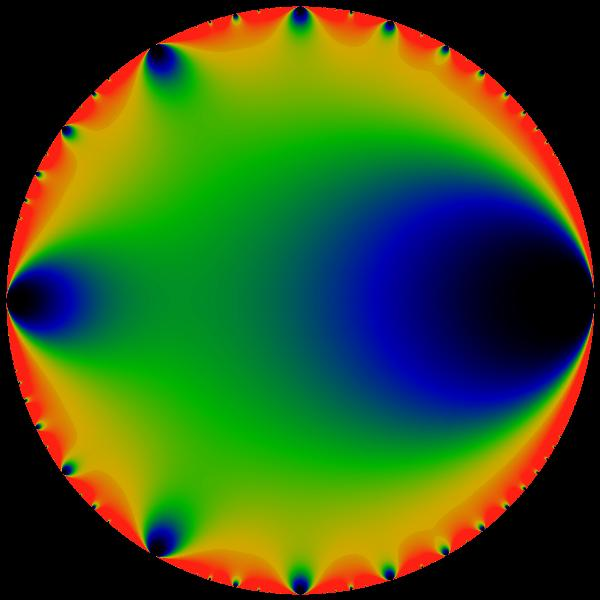
Modulo di φ nel piano complesso, colorato in modo che nero=0, rosso=4

In matematica, la funzione di Eulero, dal matematico svizzero Leonhard Euler, è definita come
{\displaystyle \phi (q)=\prod _{k=1}^{\infty }(1-q^{k}),}
per |q| < 1. È un esempio di q-serie, una forma modulare, e fornisce un tipico esempio di relazione tra la combinatoria e l'analisi complessa.

## Proprietà
Il coefficiente {\displaystyle p(k)} nell'espansione in serie formale di potenze di {\displaystyle 1/\phi (q)}, coincide col numero di partizioni di k. In simboli, 
{\displaystyle {\frac {1}{\phi (q)}}=\sum _{k=0}^{\infty }p(k)q^{k},}
dove {\displaystyle p(k)} è la funzione di partizione di k.
Inoltre, il teorema dei numeri pentagonali di Eulero si può riscrivere come
{\displaystyle \phi (q)=\sum _{n=-\infty }^{\infty }(-1)^{n}q^{(3n^{2}-n)/2},}
e, in particolare, si noti che {\displaystyle (3n^{2}-n)/2} è un numero pentagonale.
La funzione di Eulero è collegata alla funzione eta di Dedekind attraverso un'identità di Ramanujan nel seguente modo:
{\displaystyle \phi (q)=q^{-{\frac {1}{24}}}\eta (\tau ),}
dove {\displaystyle q=e^{2\pi i\tau }} ed entrambe le funzioni hanno la simmetria del gruppo modulare.